# Krasnaja Gorka (rejon krasninski)
Krasnaja Gorka (ros. Красная Горка) – wieś (ros. деревня, trb. dieriewnia) w zachodniej Rosji, w osiedlu wiejskim Gusinskoje rejonu krasninskiego w obwodzie smoleńskim.

## Geografia
Miejscowość położona jest w pobliżu Dniepru), przy drodze magistralnej M1 «Białoruś», 2,5 km od granicy z Białorusią, 21 km od centrum administracyjnego osiedla wiejskiego (dieriewnia Gusino), 29 km od centrum administracyjnego rejonu (Krasnyj), 65 km od Smoleńska, 1,8 km od przystanku kolejowego Krasnoje.
W granicach miejscowości znajdują się ulice: Centralnaja, Dorożnaja, Łunnaja, Minskoje szossie, Mira, Riecznaja, Szkolnaja, Tichaja, Zariecznaja.

## Demografia
W 2010 r. miejscowość zamieszkiwały 154 osoby.

## Historia
W czasie II wojny światowej od lipca 1941 roku miejscowość była okupowana przez hitlerowców. Wyzwolenie nastąpiło we wrześniu 1943 roku.